# Ministr diaspory
Ministr diaspory (hebrejsky שר התפוצות‎) je člen izraelské vlády a ministerské portfolio. V minulosti existovaly obdobné posty s různými názvy, a to ministr informací (1967–1969 a 1974–1975), ministr sociálních věcí a diaspory (1999–2001 a 2003–2006) a ministr diaspory, společnosti a boje proti antisemitismu (2007–2009) a ministr veřejné diplomacie a diaspory. V letech 2013–2015 byla ministerstvu přidělena i agenda Jeruzaléma. 
| ministr             | strana                             | vláda    | funkční období        |
| ------------------- | ---------------------------------- | -------- | --------------------- |
| Jisra'el Galili     | Ma'arach, Strana práce             | 13.      | 05.06.1967–17.03.1969 |
| Šimon Peres         | Ma'arach                           | 16.      | 10.03.1974–03.06.1974 |
| Aharon Jariv        | Ma'arach                           | 17.      | 03.06.1974–04.02.1975 |
| Micha'el Melchi'or  | Jeden Izrael                       | 28.      | 05.08.1999–07.03.2001 |
| Natan Šaransky      | Likud                              | 30.      | 03.03.2003–04.05.2006 |
| Jicchak Herzog      | Strana práce                       | 31.      | 21.03.2007–31.03.2009 |
| Juli-Joel Edelstein | Likud                              | 32.      | 31.03.2009–18.03.2013 |
| Naftali Bennett     | Židovský domov, ha-Jamin he-chadaš | 33., 34. | 18.03.2013–04.06.2019 |
| Benjamin Netanjahu  | Likud                              | 34.      | 04.06.2019–20.01.2020 |
| Cipi Chotovely      | Likud                              | 34.      | 20.01.2020–17.05.2020 |
| Omer Jankelevič     | Kachol lavan                       | 35.      | 17.05.2020–13.06.2021 |
| Nachman Šaj         | Izraelská strana práce             | 36.      | 13.06.2021–29.12.2022 |
| Amichaj Šikli       | Likud                              | 37.      | 29.12.2022–           |

| náměstek           | strana | vláda | funkční období        |
| ------------------ | ------ | ----- | --------------------- |
| Micha'el Melchi'or | Mejmad | 30.   | 20.06.2005–23.11.2005 |